# Unser Frau

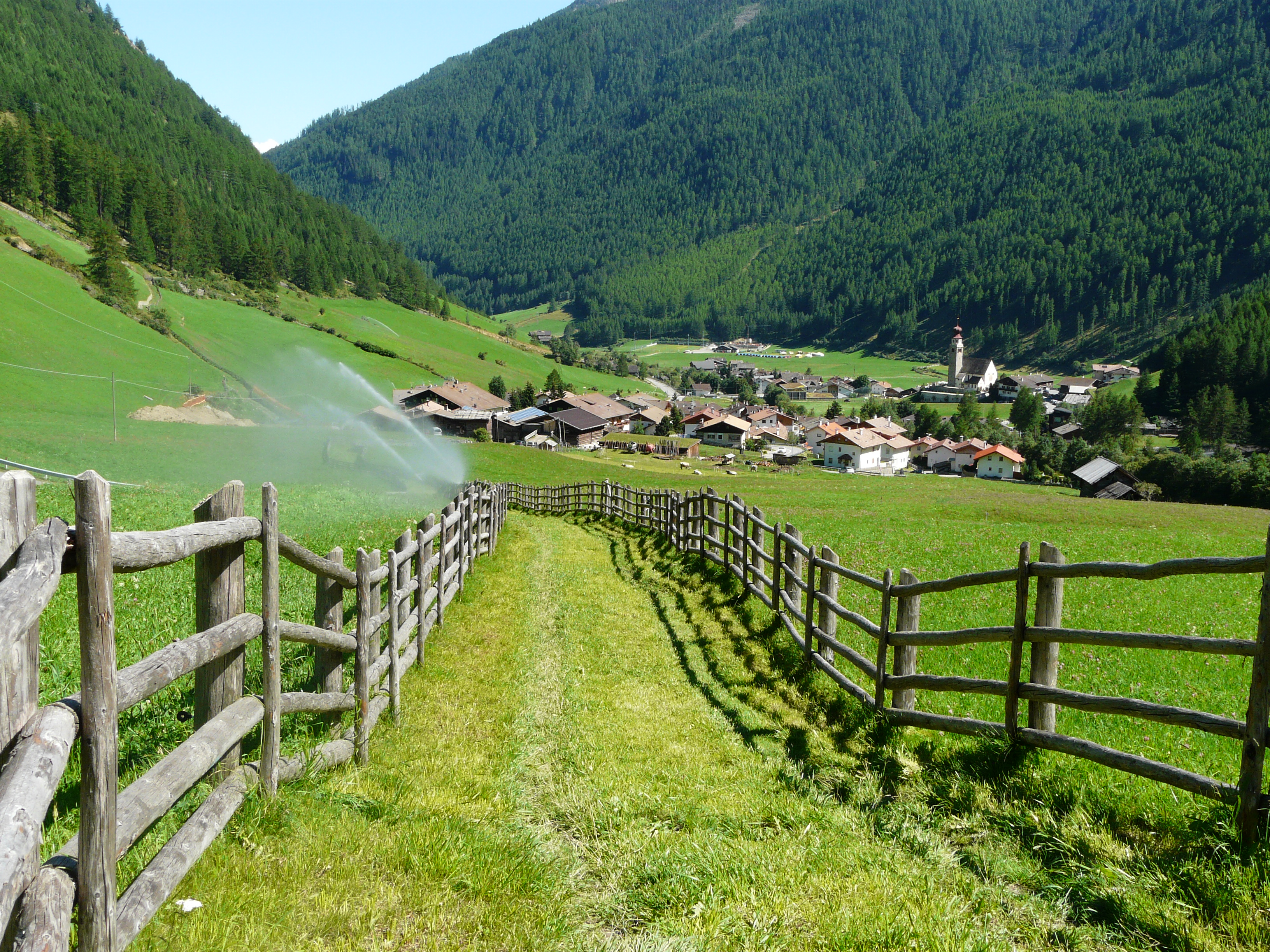
Blick auf Unser Frau

Unser Frau (italienisch Madonna di Senales) ist das größte Dorf im Schnalstal in Südtirol und eine Fraktion der Gemeinde Schnals. Der vom Schnalser Bach durchflossene Ort liegt auf rund 1500 m Höhe unterhalb des Vernagt-Stausees, an welchem die ebenfalls zur Fraktion gehörende Ortschaft Vernagt liegt.
Der Name des Dorfs rührt von der Wallfahrtskirche Unser Frau in Schnals her, die auf das frühe 14. Jahrhundert zurückgeht. Eine bedeutende Einrichtung im Ort ist der ArcheoParc Schnals, ein archäologisches Freilichtmuseum, das die Lebensumstände des neolithischen Manns vom Tisenjoch („Ötzi“) beleuchtet.
In Unser Frau gibt es einen Kindergarten und eine Grundschule für die deutsche Sprachgruppe.